# تتلین (آلاسکا)
تتلین (به انگلیسی: Tetlin) شهری در ناحیه سرشماری ساوت‌ایست فیربنکس، آلاسکا ایالت آلاسکا است که جمعیت آن در سرشماری سال ۲۰۰۰ میلادی ۱۱۷ نفر بوده‌است.